# ロシア民族楽器オーケストラ
ロシア民族楽器オーケストラ（ロシアみんぞくがっきオーケストラ）は、バラライカやドムラなど、ロシアの民族楽器で編成された合奏団。19世紀末にワシーリー・アンドレーエフ（en:Vasily Vasilievich Andreyev, 1861年 - 1918年）が構想、設立した。

## 概要
1896年にアンドレーエフが創立した「大ロシア合奏団」が初のロシア民族楽器オーケストラである。前身となるバラライカのアンサンブルは1888年に初めての演奏会を行っている

## 歴史

### 大ロシア合奏団

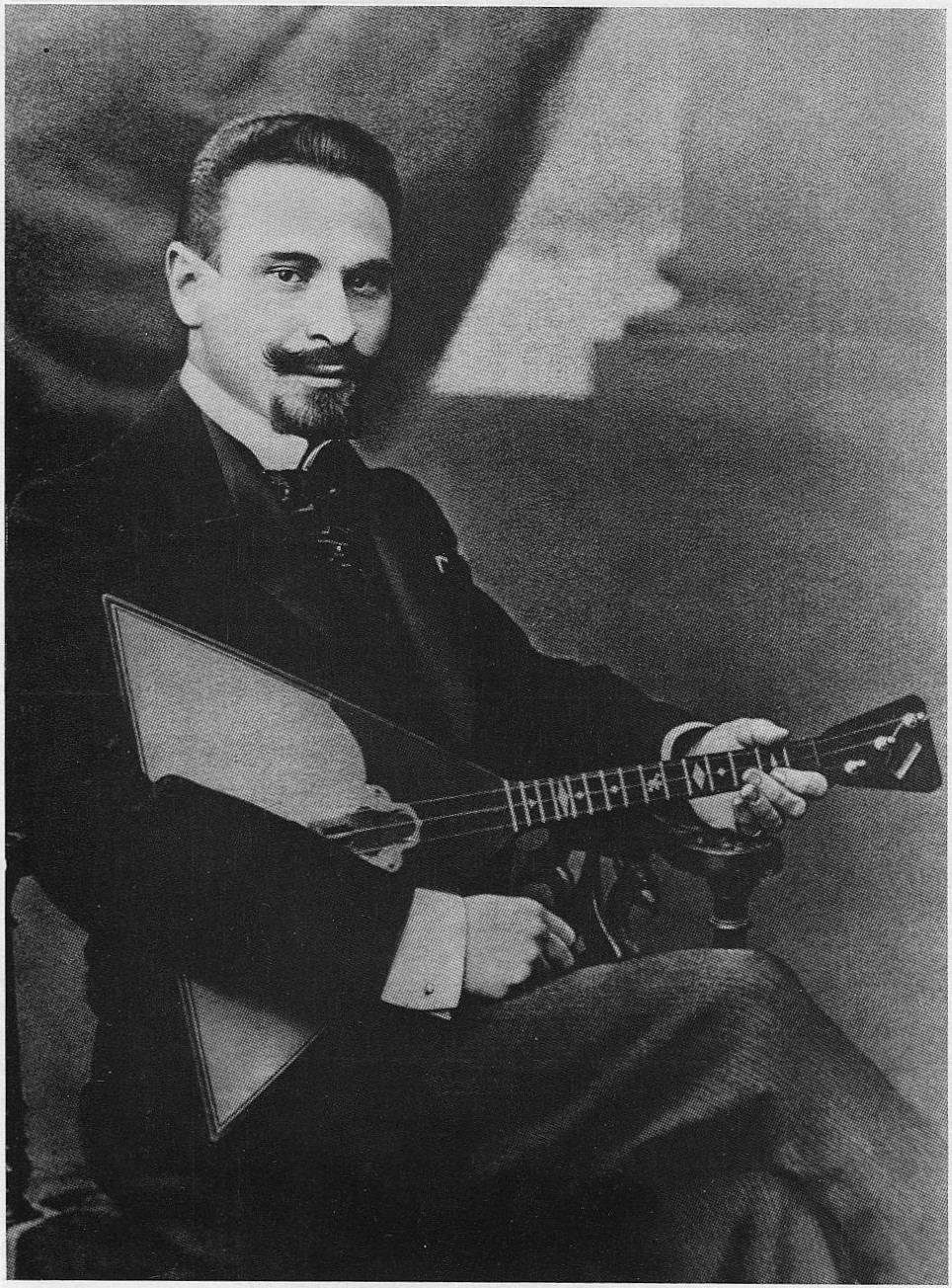
「大ロシア合奏団」の創立者アンドレーエフ（1861年 - 1918年）

19世紀末、ロシアの首都サンクトペテルブルクにはイタリア・オペラをはじめとした西ヨーロッパ諸国の音楽とともにさまざまな楽器が入ってきていた。こうした音楽的風潮に対し、「わがロシアの楽器のみによるオリジナルのオーケストラ」を思い立ったのがワシーリー・アンドレーエフである。アンドレーエフは、バラライカやドムラの音楽的可能性を引き上げるため、構造的な改良を施すとともに、奏法も工夫・考案した。「大ロシア合奏団」設立当初はバラライカ群とドムラ群を組み合わせ、2種類のグースリを取り入れた22人編成であったが、その後音域に合わせて開発した4種類のグドークも加わった。
「大ロシア合奏団」を率いたアンドレーエフは、ツァーリ政府の妨害を受けながらもロシア国内を演奏旅行し、作家のマクシム・ゴーリキー、画家のイリヤ・レーピン、声楽家のフョードル・シャリアピンらが彼のオーケストラを支持した。シャリアピンは、アンドレーエフのコンサートに出演してロシア民謡を歌った。
1908年から1911年にかけて、「大ロシア合奏団」はドイツ、イギリス、フランス、アメリカを演奏旅行し、成功を収めた。この結果、各地でロシア・バラライカ演奏家協会やロシア民族楽器オーケストラが生まれ、音楽学校でバラライカやドムラの演奏がカリキュラムに導入された。
1917年にロシア革命が起こると、アンドレーエフと「大ロシア合奏団」はソビエト政府に協力し、ロシア内戦時には前線でコンサートをして回った。1918年にアンドレーエフが没すると、彼の構想はレニングラード（現サンクトペテルブルク）とモスクワの二つのプロ・オーケストラに引き継がれた。

### アンドレーエフ記念国立ロシア民族楽器オーケストラ
レニングラードでは、「大ロシア合奏団」でコンサートマスター兼副指揮者であったV.V.カツァンが1907年から率いた合奏団が「第一国立民族オーケストラ」と称した。同オーケストラは1925年にレニングラード放送の系列下に入り、1951年に創始者アンドレーエフの名を冠して「アンドレーエフ記念国立ロシア民族楽器オーケストラ」と称した。
交響音楽を中心に演奏・録音活動を展開しており、芸術音楽が日常化しているサンクトペテルブルクの音楽風土に根付いたものとされる。

### オシポフ記念国立ロシア民族楽器オーケストラ
新首都モスクワでは、1919年に「大ロシア合奏団」のバラライカ奏者B.S.トロヤノフスキー（1883年 - 1951年）と、ドムラ奏者P.I.アレクセーエフ（1892年 - 1960年）が、赤軍特命部隊を基礎として合奏団を立ち上げた。1921年から国立化。1924年ラジオ委員会、1936年モスクワ・フィルハーモニーに編入される。1942年、第二次世界大戦のためいったん解散するが、ニコライ・オシポフが国家芸術委員会（後のソビエト文化省）の命を受けて再編成。1945年のオシポフの死後、彼の名が冠された。
ロシア民族楽器オーケストラとしては国内外の公演活動が最も多く、子供から玄人まで多様な層の聴衆を想定したコンサートの傾向から、アンドレーエフが掲げた民衆啓蒙理想を最も濃く受け継いでいるとされる。

## レパートリー
もともと大衆音楽の器楽化として起こったジャンルであり、民衆が聴きやすい音楽を根本概念として幅広いレパートリーを持つ。その中心となるのは、ロシア民謡の編曲、ロシア・西ヨーロッパのクラシック音楽作品及びオリジナル作品である。また、当時流行していたサロン音楽も演奏した。しかし、このように多様な層に配慮したレパートリーには批判者もあった。ミリイ・バラキレフやウラディーミル・スターソフである。バラキレフは、当初はアンドレーエフの取り組みを歓迎したものの、後に距離を置くようになり、「大ロシア合奏団」のために作品を書くという約束を反故にした。スターソフは「俗物たちのご機嫌取りのためにロシア民族音楽を歪めた」としてアンドレーエフを非難した。
一方で、アレクサンドル・グラズノフは「大ロシア合奏団」のために『ロシア幻想曲』（1906年初演）を作曲した。このほか、ミハイル・イッポリトフ＝イワノフ、A.F.パシチェンコ、セルゲイ・ワシレンコらがロシア民族楽器オーケストラのためにオリジナル曲を提供している。